# 色即是空 (电影)
《色即是空》（：／）是一部于2002年上映的韩国喜剧电影，由尹齐均执导，由任昌丁、河智苑、刘彩英和陈彩英等參與演出，讲述在大学校园中青年男女之间的情感关系发展。
該片在韩国的观影次数达到4百万次，成为2002年韩国第五受欢迎的电影。其续集《色即是空2》于2007年12月上映，由大部分原班人马出演。

## 演員陣容
| 演員     | 角色                   |
| 任昌丁   | 張恩植                 |
| 河智苑   | 李恩孝                 |
| 崔成國   | 崔聖國                 |
| 劉彩英   | 韓侑美                 |
| 鄭民     | 尚旭                   |
| 陳在英   | 金智媛                 |
| 崔元英   | 朴燦洙                 |
| 李詩妍   | 李大鶴                 |
| 趙達煥   | 趙達煥                 |
| 申伊     | 朴京珠                 |
| 尹施厚   | 趙允京                 |
| 咸素媛   | 金賢姬                 |
| 南昶熙   | 變態1                  |
| 鄭敬淏   | 聖國的部下             |
| 朴秉恩   | 尚旭的朋友             |
| 徐昌淑   | 男招待酒吧大嬸         |
| 金英琳   | 男招待酒吧小姐         |
| 洪熙勇   | 主治醫生               |
| 羅在均   | 院長                   |
| 朴俊奎   | 變態2（特別出演）      |
| 鮮于銀淑 | 恩孝母（特別出演）     |
| 奇周峰   | 婦產科醫生（特別出演） |
| 林世豪   | 特工隊（特別出演）     |